# 剑南、西川之战
剑南西川之战是唐代宗大历十四年（779年）十月，吐蕃大相尚结息联合南诏，与唐朝在剑南西川（治今四川省成都市）的作战。
779年五月，唐德宗李适继位。为了稳定内部局势，他对吐蕃采取以和为主的策略。八月，德宗派太常少卿韦伦为使，护送唐代宗在世时前后八次被扣留的吐蕃使节等共五百人到吐蕃，表示对吐蕃修好的态度。吐蕃因其在东面的疆界要求得不到唐朝的认可，于是屡次发兵企图迫使唐朝承认，都被唐兵反击。在南面，吐蕃多次发兵攻打，但也屡遭失败。此年十月初一，吐蕃联合南诏王异牟寻，发兵二十万分三路攻唐：中路出入茂州（治汶山县，今四川省阿坝州茂县），过汶川及灌口（今四川省都江堰市西北）；北路从扶州（治同昌县，今四川省南坪县东北）、文州（治曲水县，今甘肃省文县西白龙江南岸），过方维（今四川省平武县东北）、白坝；南路从黎州（治梁水县，今云南省华宁县）、雅州（治蒙山县，今四川省雅安市西），过邛崃（今四川省荥经县西）关，声称要取蜀地作为吐蕃的东府。当时，唐剑南节度使崔宁应诏在京师长安（今陕西省西安市），留守诸将难以抵御吐蕃、南诏联军强大攻势，联军勢如被竹，连克许多州县，唐朝刺史多弃城逃命，百姓藏于山谷。唐德宗急诏朱泚所带领的范阳兵五千人、禁軍四千援助剑南，并更换崔宁等剑南所属的旧部将帅。命右神策都将李晟率禁兵四千，金吾大将军曲环率邠州、陇州兵五千南下援助。剑南东川节度使出兵自江油（今四川省平武县东南）到白坝与山南东道节度使、山南西道节度使兵会师，合击吐蕃、南诏联军。范阳军追杀败退的吐蕃、南诏联军于七盘(今四川省汶川县北），接着连续攻占维州、茂州二州。李晟所部神策兵追杀吐蕃、南诏联军于大渡河外，双方激战，蕃兵死伤千余人，败退崖谷，李晟切断吐蕃军粮草后，加上天寒，联军缺衣少吃，死亡八、九万。南诏王异牟寻十分害怕，迁居苴咩城（今云南省大理市）筑防拒守。